# اورمن (تگزاس)
اورمن، تگزاس (به انگلیسی: Everman, Texas) یک شهر در ایالات متحده آمریکا با جمعیت ۶٬۱۰۸ نفر است که در تگزاس واقع شده‌است.